# Ikuchi-Brücke
Die Ikuchi-Brücke (japanisch 生口橋 Ikuchi-bashi) ist eine Brücke zwischen den Inseln Ikuchijima und Innoshima in der japanischen Seto-Inlandsee. Sie liegt auf dem Verwaltungsgebiet der Stadt Onomichi in der Präfektur Hiroshima. Zum Zeitpunkt ihrer Fertigstellung im Dezember 1991 war sie die längste Schrägseilbrücke der Welt.

## Shimanami-Kaidō
Die Ikuchi-Brücke ist eine der Brücken der Shimanami-Kaidō (auch Nishiseto-Autobahn, E76). Die etwa 60 km lange Nishiseto-Autobahn verläuft von der Stadt Onomichi in der Präfektur Hiroshima auf Honshū nach Süden über die bewohnten Inseln Mukaishima, Innoshima, Ikuchijima, Ōmishima, Hakatajima und Ōshima bis zur Stadt Imabari in der Präfektur Ehime auf Shikoku. Die Inselkette ist Teil der Geiyo-Inseln und liegt innerhalb des Setonaikai-Nationalparks. Über diese und die Innoshima-Brücke führt auch der Shimanami-Kaidō-Radweg, der wegen der Aussicht über die Inseln der Seto-Inlandsee beliebt ist.
Die Brücken sind hellgrau angestrichen, um sich möglichst harmonisch in die Umgebung einzufügen. Östlich der Shimanami-Autobahn gibt es mit der Seto-Ōhashi für Kraftfahrzeuge und Eisenbahn zwischen Präfektur Okayama und Präfektur Kagawa sowie mit der Kōbe-Awaji-Naruto-Autobahn zwei weitere Brückenverbindungen zwischen Honshū und Shikoku.

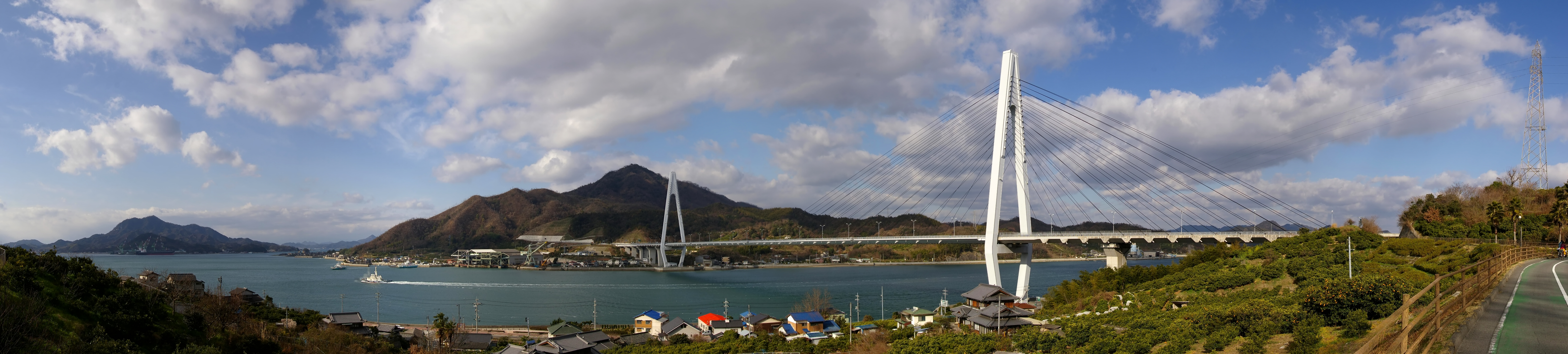
Blick von Innoshima auf die Ikuchi-Brücke

## Brückenbau
Der Bau der Ikuchi-Brücke begann im Dezember 1986. Fünf Jahre später im Dezember 1991 wurde sie als fünfte Brücke der Nishiseto-Autobahn fertiggestellt und am 8. März 1992 für den Verkehr freigegeben.
Die Ikuchi-Brücke war zum Zeitpunkt ihrer Fertigstellung mit einer Länge von 790 m die längste Schrägseilbrücke der Welt. Die Stützweite zwischen den aus Stahl gefertigten Pylonen liegt bei 490 m. Die lichte Höhe der Brücke beträgt bei Flut etwa 26 m. Die Breite des Überbaus beträgt zwischen 23,9 und 24,1 m und die maximale Breite der Pylone 30 m. Die Höhe der Pylone beträgt 127 m. Mit zunehmender Höhe werden sie schmaler und sind am oberen Ende nur noch 6 m breit. Die Ikuchi-Brücke war die erste Brücke in Japan, die ein Mischsystem mit Stahlträgern in der Mitte und Spannbeton an den Seiten verwendete. Eine ähnliche Konstruktion wurde anschließend bei der Tatara-Brücke verwendet. Für den Überbau der Ikuchi-Brücke wurden 12.000 t Stahl und 8.300 m³ Beton verbaut sowie 5.200 t Stahl und 43.000 m³ Beton für den Unterbau. Zu den am Bau der Brücke beteiligten Unternehmen zählte Kawada Industries. Die Ikuchi-Brücke gewann 1991 den Tanaka-Preis der Japan Society of Civil Engineers.

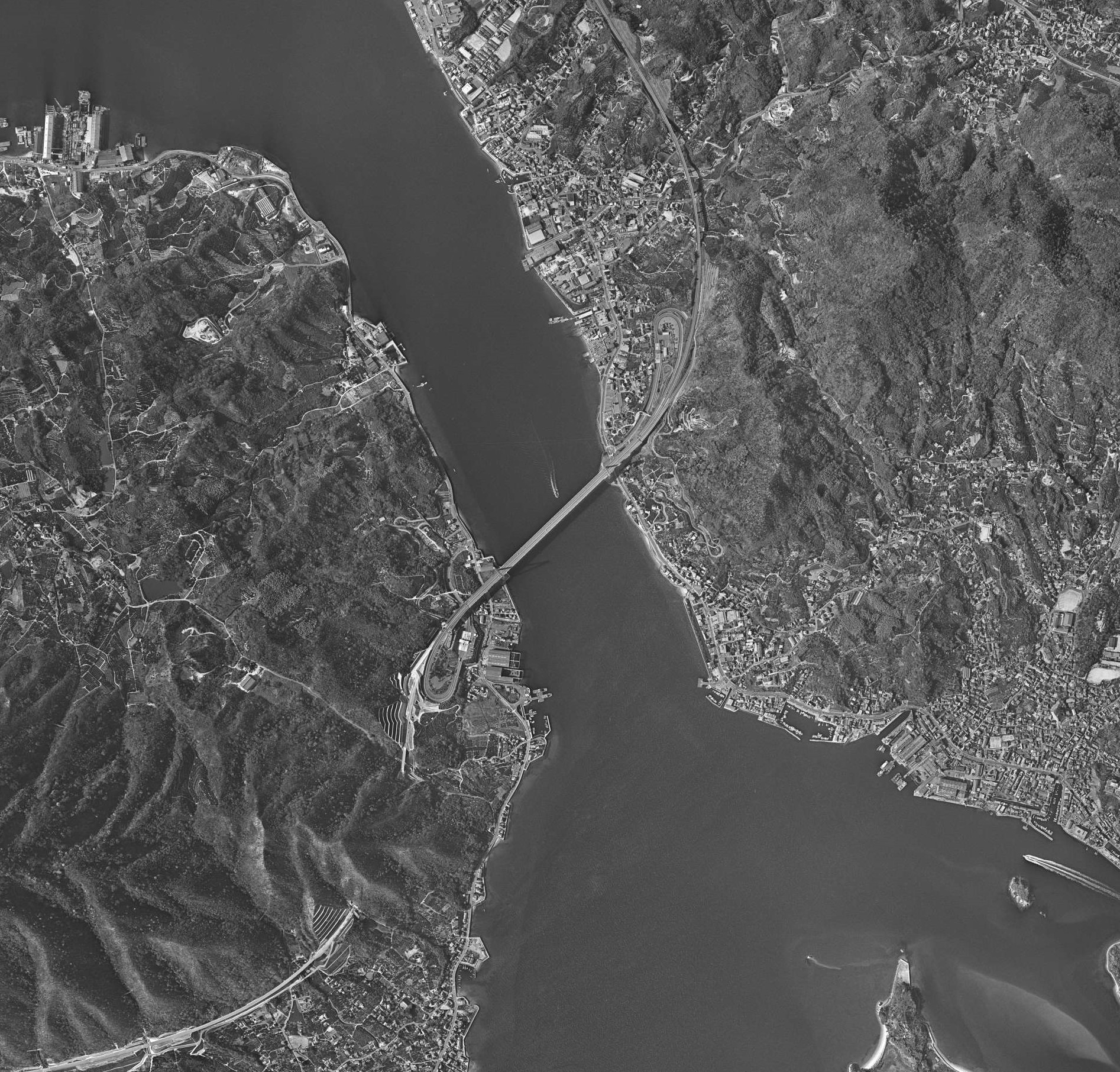
Luftbild von 2005
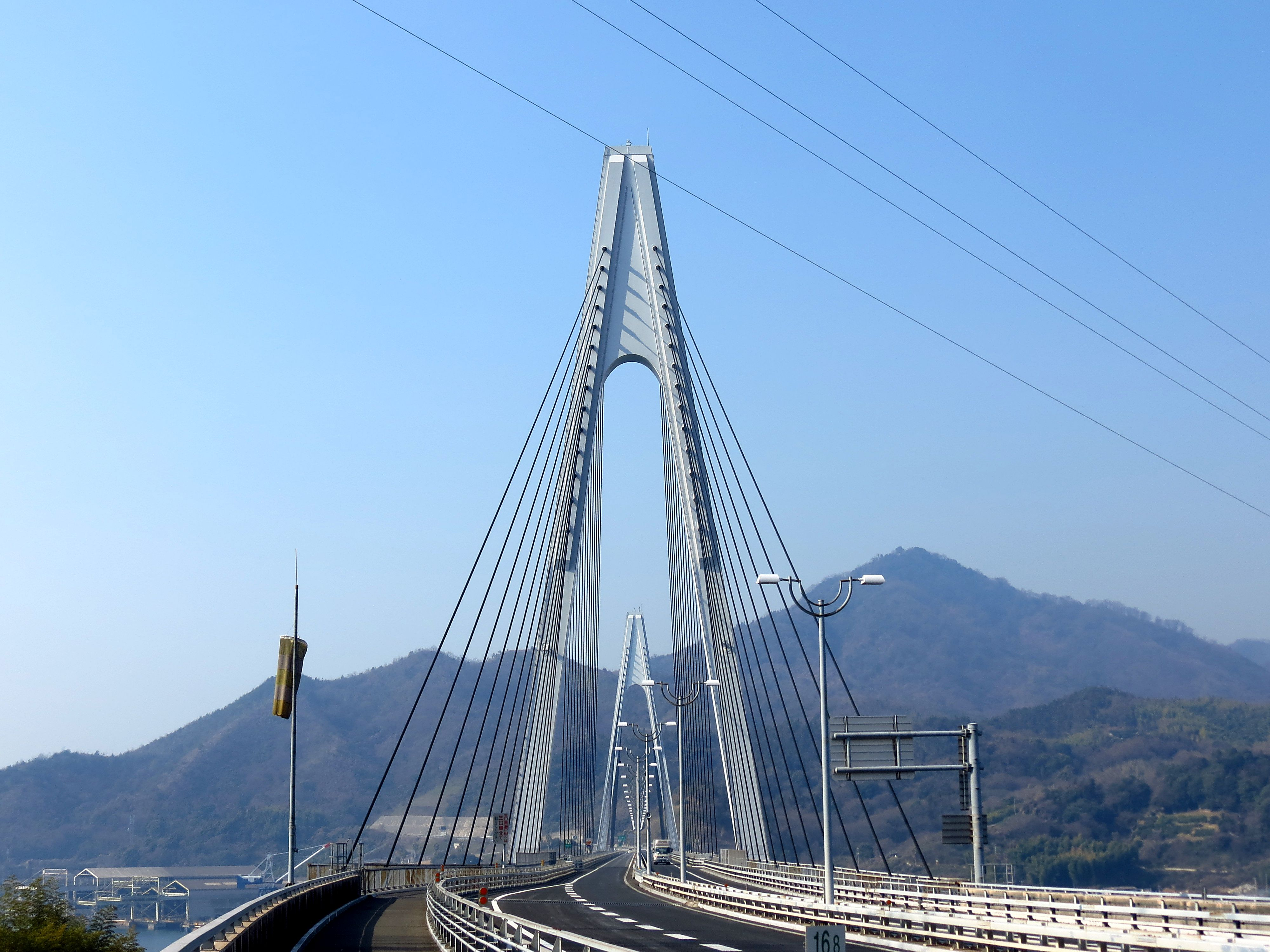
Fahrbahn
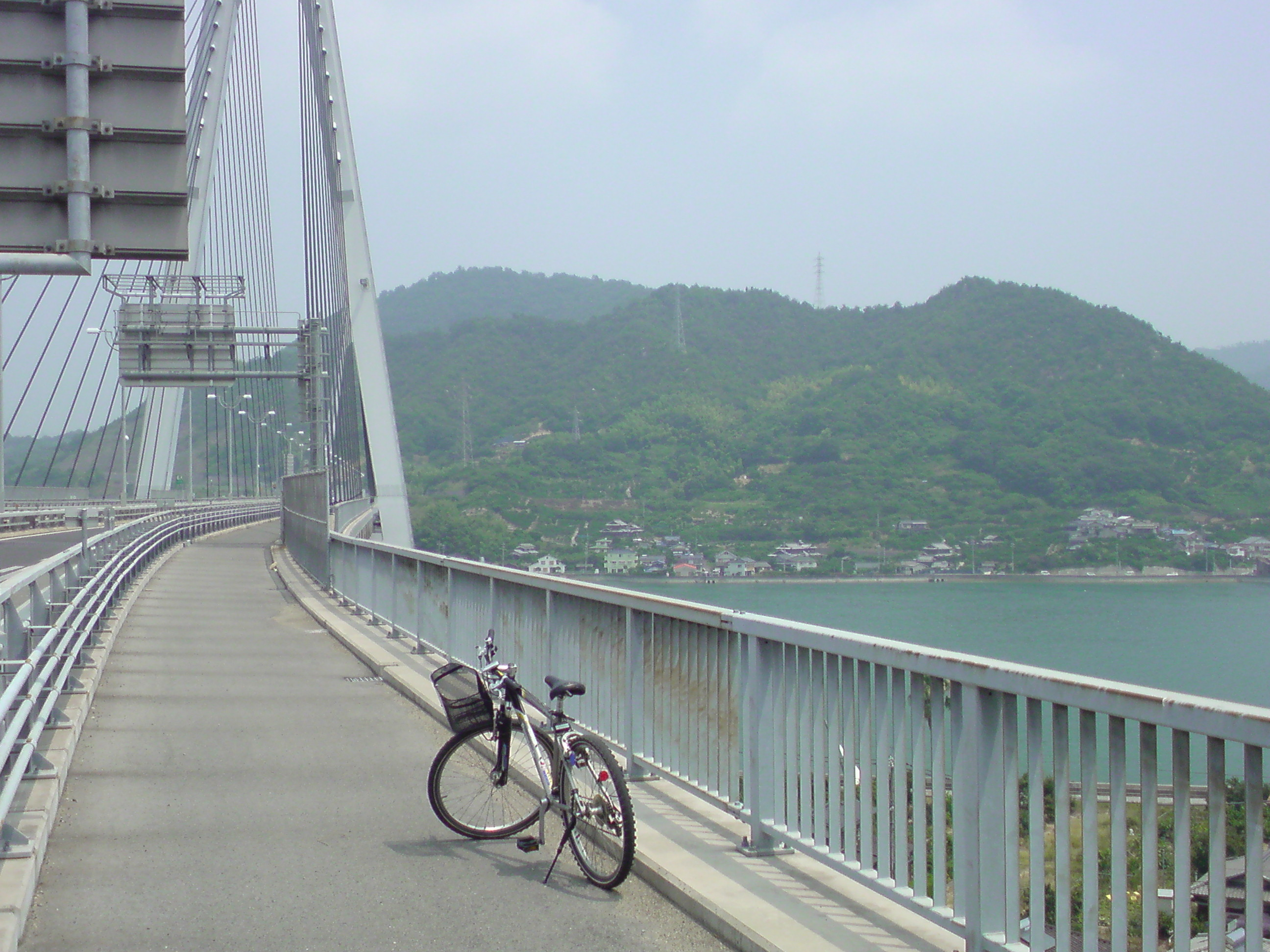
Fahrradweg
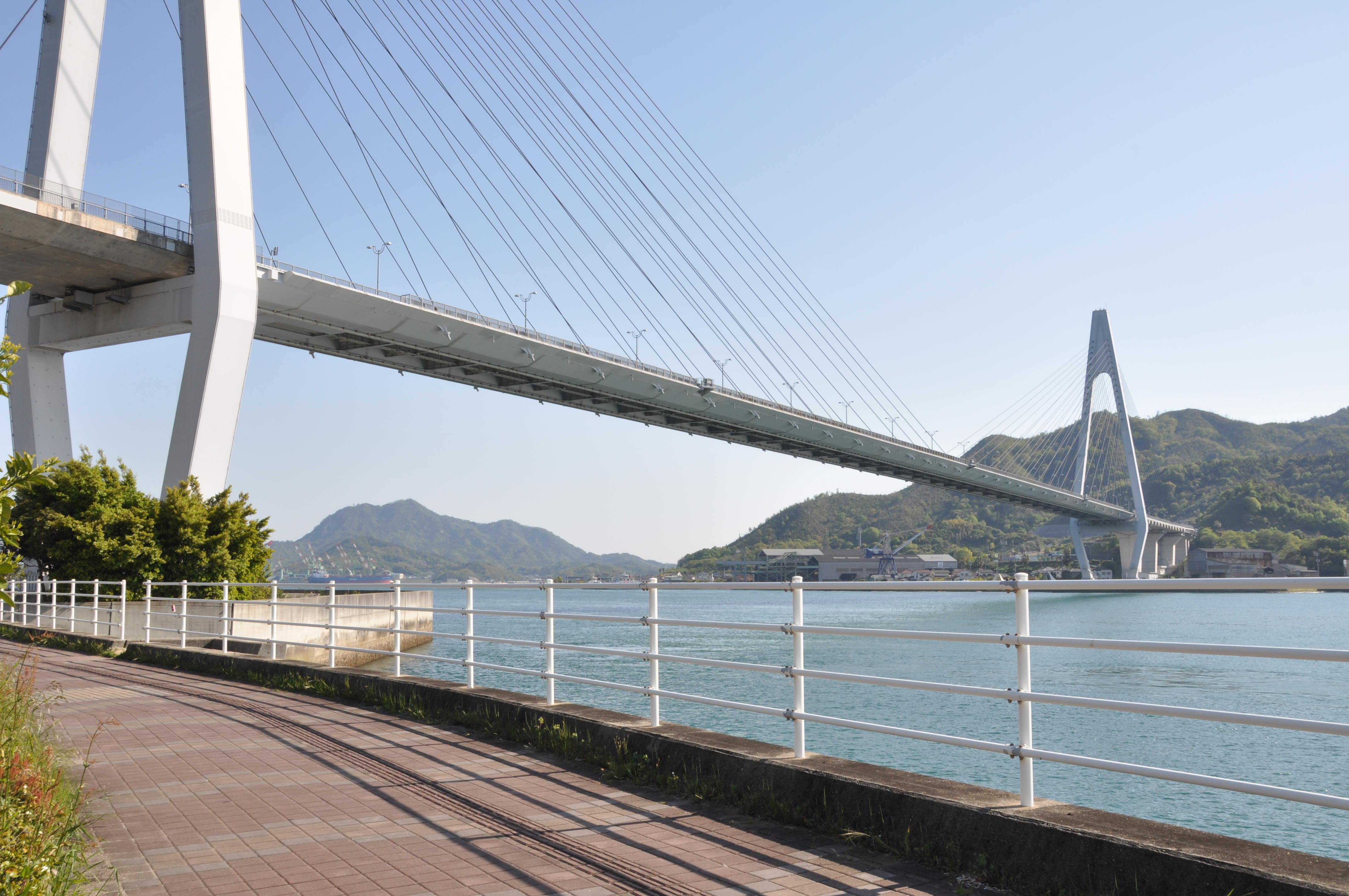
Schrägansicht